# 9 грудня
9 грудня — 343-й день року (344-й у високосні роки) у григоріанському календарі. До кінця року залишається 22 дні.

## Свята і пам'ятні дні

### Міжнародні
- ООН: Міжнародний день пам'яті жертв злочину геноциду, вшанування їхньої людської гідності і попередження цього злочину
- ООН: Міжнародний день боротьби з корупцією

### Національні
- Шрі-Ланка: День військово-морського флоту. (1950)
- Перу: День армії.
- Танзанія: День Незалежності.(1961)

### Релігійні

#### Західне християнство
- Пам'ять святих Нектарія Оверньського[en], Леокадії Толедської, П'єра Фур'є[en] та Хуан Дієго[en].

#### Східне християнство[1]
- Свято Зачаття прав. Анною Пресвятої Богородиці;
- Пам'ять пророчиці Анни;
- Пам'ять святителя Софронія Кіпрського;
- Пам'ять преподобного Стефана Новосіятеля;
- Ікони Божої Матері «Несподівана радість».

## Іменини
✝  Католицькі: Нектарій, Леокадій, П'єр, Хуан.
✙ Православні: Анна (Ганна), Софроній, Стефан.

## Події
- 1879 — Томас Едісон отримав патент на вугільний мікрофон.
- 1905 — у Франції прийнято закон про відокремлення церкви і держави.
- 1909 — створений футбольний клуб «Боруссія» (Дортмунд).
- 1917 — у Криму створений курултай, вищий орган кримських татар.
- 1918 — Директорія УНР ухвалила постанову про скасування законів гетьманського уряду в галузі робітничого законодавства й відновила закон про восьмигодинний робочий день.
- 1948 — Генеральна Асамблея ООН ухвалила Міжнародну конвенцію про попередження злочину геноциду й покарання за нього.
- 1953 — американська компанія «Дженерал Електрик» оголосила про звільнення всіх комуністів.
- 1968 — у Сан-Франциско на професійній конференції Дуглас Карл Енгельбарт вперше публічно продемонстрував винайдені ним або в його лабораторії комп'ютерну мишу і гіпертекст.
- 1991 — Михайло Горбачов виступив проти створення СНД
- 1994 — у Північній Атлантиці біля Канади зазнало аварії і затонуло суховантажне судно Чорноморського пароплавства «Сальвадор Альєнде». Двоє членів екіпажу врятовані, 7 загинуло, 22 пропали безвісти.
- 1997 — зробили перший телефонний дзвінок у мережі мобільного зв'язку «Київстар»
- 2004 — набрали чинності ухвалені Верховною Радою України закони про зміни до Конституції та особливості проведення голосування 26 грудня на виборах президента України.
- 2007 — в Ялті відкрито пам'ятник Тарасові Шевченку.
- 2011 — заявила про закриття українська студія GSC Game World, яка розробила відомі ігри S.T.A.L.K.E.R. i Козаки. S.T.A.L.K.E.R. 2, проєкти компанії були заморожені.

## Народились
Дивись також Категорія:Народились 9 грудня
- 1608 — Джон Мілтон, видатний англійський поет.
- 1651 — Данило Туптало, український письменник, церковний і громадський діяч.
- 1717 — Йоганн Вінкельман, німецький мистецтвознавець, основоположник сучасних уявлень про античне мистецтво та археологію.
- 1748 — Клод-Луї Бертолле, французький хімік, вперше використав хлор для відбілювання паперу та тканини.
- 1826 — Лев Лагоріо, відомий художник-мариніст. Перший учень Айвазовського, його підмайстер, представник кімерійської школи живопису.
- 1842 — Каразін Микола Миколайович, художник-баталіст і письменник; онук засновника Харківського університету Василя Каразіна; народився в родовому маєтку — слободі Ново-Борисоглібській (нині село Кручик) Богодухівського повіту.
- 1863 — Борис Грінченко, український письменник, етнограф, мовознавець, перекладач.
- 1861 — Євген Чикаленко, український громадський і культурний діяч, меценат, теоретик і практик сільського господарства.
- 1876 — Михайло Глібовицький, український письменник і громадський діяч.
- 1897 — Борис Тен (Микола Хомичевський), український поет і перекладач.
- 1901 — Еден фон Хорват, австрійський драматург угорського походження, автор п'єс: «Смерть у Моренгассі», «Казки Віденського лісу», «Казимир і Кароліна», «Дон Жуан повертається з війни», романів: «Одвічний обиватель», «Юність без Бога». Лауреат престижної премії Генріха Кляйста (1931). Після приходу до влади нацистів його книжки були заборонені та спалені на сумнозвісному книжковому аутодафе у Мюнхені 1933 року.
- 1915 — Володимир Ярема (Дмитрій), Патріарх Київський і всієї України.
- 1925 — Патріарх Володимир (Володимир Романюк) — український православний релігійний діяч, богослов, Патріарх Київський і всієї Руси-України (УПЦ КП).
- 1932 — Дональд Берд, американський джазовий трубач і композитор.
- 1953 — Джон Малкович, американський актор, продюсер і режисер.
- 1955 — Марія Яцимирська, український філолог і політолог, доктор політичних наук Українського вільного університету, завідувач кафедри мови засобів масової інформації Львівського університету імені Івана Франка.
- 1970 — Анна Гавальда, французька письменниця.
- 1974 — Олександр Федорченко, військовослужбовець Збройних сил України, учасник російсько-української війни, Герой України (посмертно).
- 1987 — Андріана Сусак-Арехта, військовослужбовиця Збройних сил України, учасниця російсько української війни, голова Жіночого ветеранського руху.

## Померли

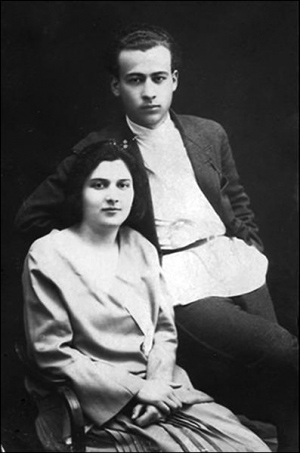
Первомайський з дружиною

Дивись також Категорія:Померли 9 грудня
- 1437 — Сигізмунд I, імператор Священної Римської Імперії, король угорський, чеський, ломбардський, маркграф бранденбурзький.
- 1636 — Джованні да Сан Джованні (Джованні Маноцці), італійський живописець.
- 1639 — Ораціо Джентілескі, італійський художник доби раннього бароко, працював у Італії і в Британії. Батько художниці Артемізії Джентілескі.
- 1641 — Антоніс ван Дейк, фламандський маляр, майстер аристократичного і інтимного портрету.
- 1718 — Вінченцо Марія Коронеллі, венеціанський історик і географ, генерал ордену Францисканців, займався головним чином космографією, виготовив земний і небесний глобуси, які досі зберігаються в Паризькій національній бібліотеці.
- 1798 — Йоганн Рейнгольд Форстер, німецький орнітолог, ботанік, зоолог та мандрівник англійського походження.
- 1814 — Джозеф Брама, англійський винахідник, винайшов гідравлічний прес. Поряд з Вільямом Армстронгом, вважається одним із засновників гідротехніки.
- 1874 — Езра Корнелл, американський бізнесмен, винахідник, філантроп. Поряд з Андрю Діксоном Уайтом є співзасновником Корнельського університету.
- 1916 
  - Теодюль Арман Рібо, французький психолог, педагог, член Французької академії.
  - Сосекі Нацуме, японський письменник періоду Мейдзі. Поет, художник, літературний критик, дослідник англійської літератури. Журналіст. Представник течії натуралізму в новій японській літературі.
- 1936 — Хуан де Ла Сьєрва, іспанський винахідник, в 1922 році створив автожир.
- 1937 — Нільс Густав Дален, шведський винахідник, засновник компанії AGA, лауреат Нобелівської премії з фізики.
- 1971 — Ральф Банч, американський дипломат, нобелівський лауреат миру.
- 1972 — Вільям Дітерле, німецький і американський кінорежисер і актор.
- 1973 — Леонід Первомайський, український письменник, поет.
- 1994 — Макс Білл, швейцарський скульптор, художник-абстракціоніст, архітектор і дизайнер, представник цюрихської школи конкретного мистецтва (concrete art).
- 2005 — Роберт Шеклі, американський письменник-фантаст.
- 2017 — Леонід Бронєвой, радянський актор театру і кіно українського походження.
- 2019 — Марі Фредрікссон, шведська співачка, композиторка, авторка пісень, піаністка, солістка поп-рок дуету «Roxette».